# 西口水力發電廠
西口水力發電廠，是臺灣的一座水力發電廠，位於臺南市東山區，烏山頭水庫東北側主流上，西口豎坑（俗稱西口小瑞士）第一號土堰堤下游附近，由嘉南農田水利會與台塑關係企業旗下的台灣化學纖維股份有限公司轉投資成立的嘉南實業有限公司經營，是臺灣第二座民營水力發電廠。

## 沿革
西口水力發電廠最早為利用曾文水庫旗下曾文發電廠的發電尾水在東口導入烏山嶺隧道後，於西口進入烏山頭水庫，而由於在溪水由西口導入烏山頭水庫之間，其水位高於水庫最高水位約 20 公尺，此落差由豎井溢流道消能後進入水庫。有鑑於該落差可為充份有效運用，故嘉南農田水利會在烏山頭水力發電廠完工啟用後，獲得財源挹助，計劃開發西口水力發電廠。
西口水力發電廠廠址計畫設立在烏山頭水庫上游之西口一號堰堤處，利用曾文溪水進入烏山頭水庫前的20多公尺落差來發電。開發案由嘉南農田水利會出資70%、台灣化學纖維股份有限公司出資30%，組成嘉南實業股份有限公司投資開發，總工程費新台幣5億5000萬元。
由於西口是水庫資源保護區，在發電廠興建前需先經過經濟部解編和通過環境影響評估後才能正式動工興建。電廠開關場之變壓系統由日本三菱電機製作，而安裝作業、土木設施、輸電線均由臺灣廠商承包。
西口水力發電廠工程於2004年3月動工，2007年3月完工商轉發電。。

### 電力售予臺電
依據《電業法》規定，私人發電的電力都要賣給臺灣電力公司，所以烏山頭和西口發電廠商業運轉產出的電力除廠區營運所需用電外，全部躉售給臺電，並由臺電公司統籌調度。售電價格是在《再生能源發展條例》通過後簽定，1度的價格約新臺幣2塊多。

## 設施
西口水利發電廠引用水源為曾文水庫放流至烏山頭水庫之水，廠房為半地下式之斜頂鋼構建築物，長29公尺，寬22.5公尺，高20.61公尺，廠內裝置有奧地利VA公司（VA Tech）製豎軸轉漿式法蘭西斯式水輪機一部，以及法國阿爾斯通公司（Alstom）承製之豎軸半傘型三相交流無碳刷激磁式發電機一部，設計水頭24.5公尺，設計流量為每秒52立方公尺，裝置容量為11,520瓩（11.52 MW）。完工後年平均發電量約4仟2百萬度，相當於1萬1000多戶家庭1年用電量，發電後尾水回流至烏山頭水庫。於是，曾文水庫的水在流入烏山嶺隧道前先經過曾文發電廠，接著流進烏山頭水庫前經過西口水力發電廠發電，發電尾水再通過烏山頭水力發電廠進入烏山頭水庫供嘉南平原農業灌溉之用，同樣的水就可以發電三次，有效利用水力資源。

### 機組
| 名稱   | 發電機型號                                               | 水輪機型號                         | 機組數量 | 發電方式 | 有效落差（公尺） | 單一機組用水量（CMS） | 容量（MW） | 位置         | 商轉日期      | 狀態   |
| ------ | -------------------------------------------------------- | ---------------------------------- | -------- | -------- | ---------------- | --------------------- | ---------- | ------------ | ------------- | ------ |
| 一號機 | 法國阿爾斯通公司製豎軸半傘型三相交流，無碳刷激磁式發電機 | 奥地利VA公司製轉漿法蘭西斯式水輪機 | 1        | 川流式   | 24.5             | 27.8CMS               | 11.520MW   | 臺南市東山區 | 2007年4月11日 | 商轉中 |

### 管理
- 電廠名稱：西口水力發電廠
- 管理單位：嘉南實業有限公司（台灣化學纖維股份有限公司、嘉南農田水利會合資成立）
- 廠內編制：

### 設施
- 廠房類型：半地下式
- 取水來源：曾文溪（曾文發電廠尾水）
- 壓力鋼管：一條，長20.5公尺，直徑4.4公尺～3.7公尺

## 圖集

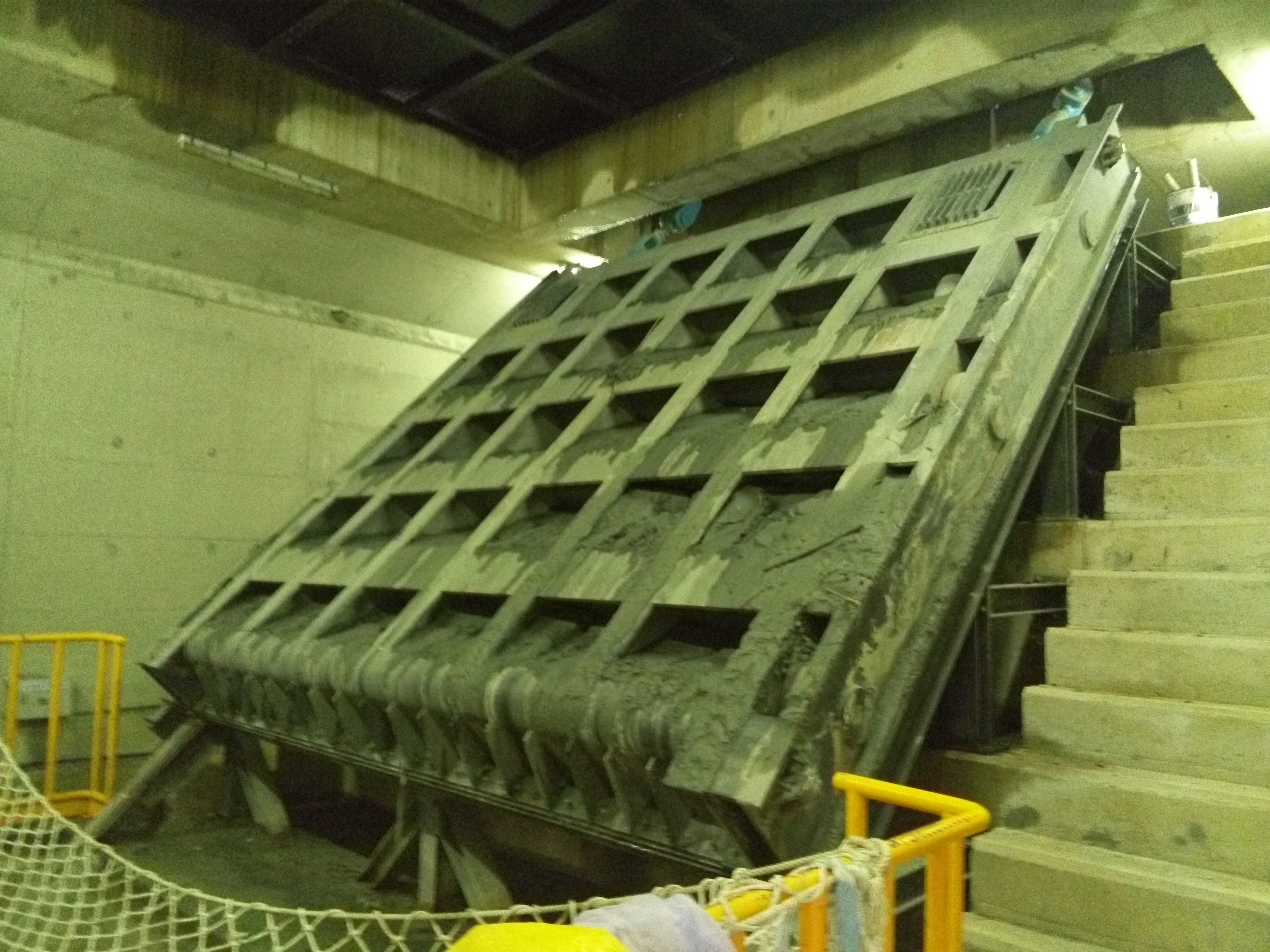
發電進水口閘門
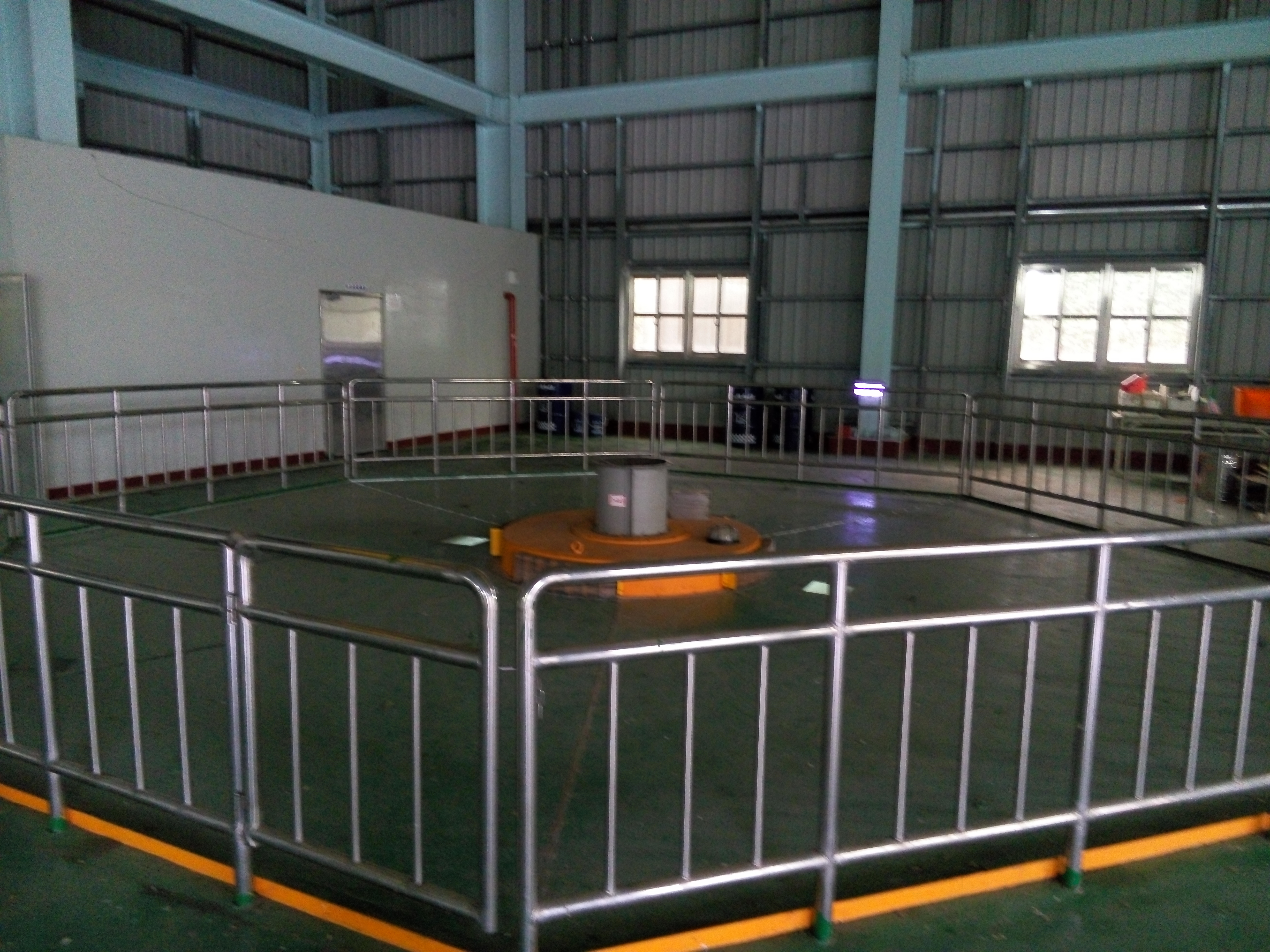
發電機組頂蓋
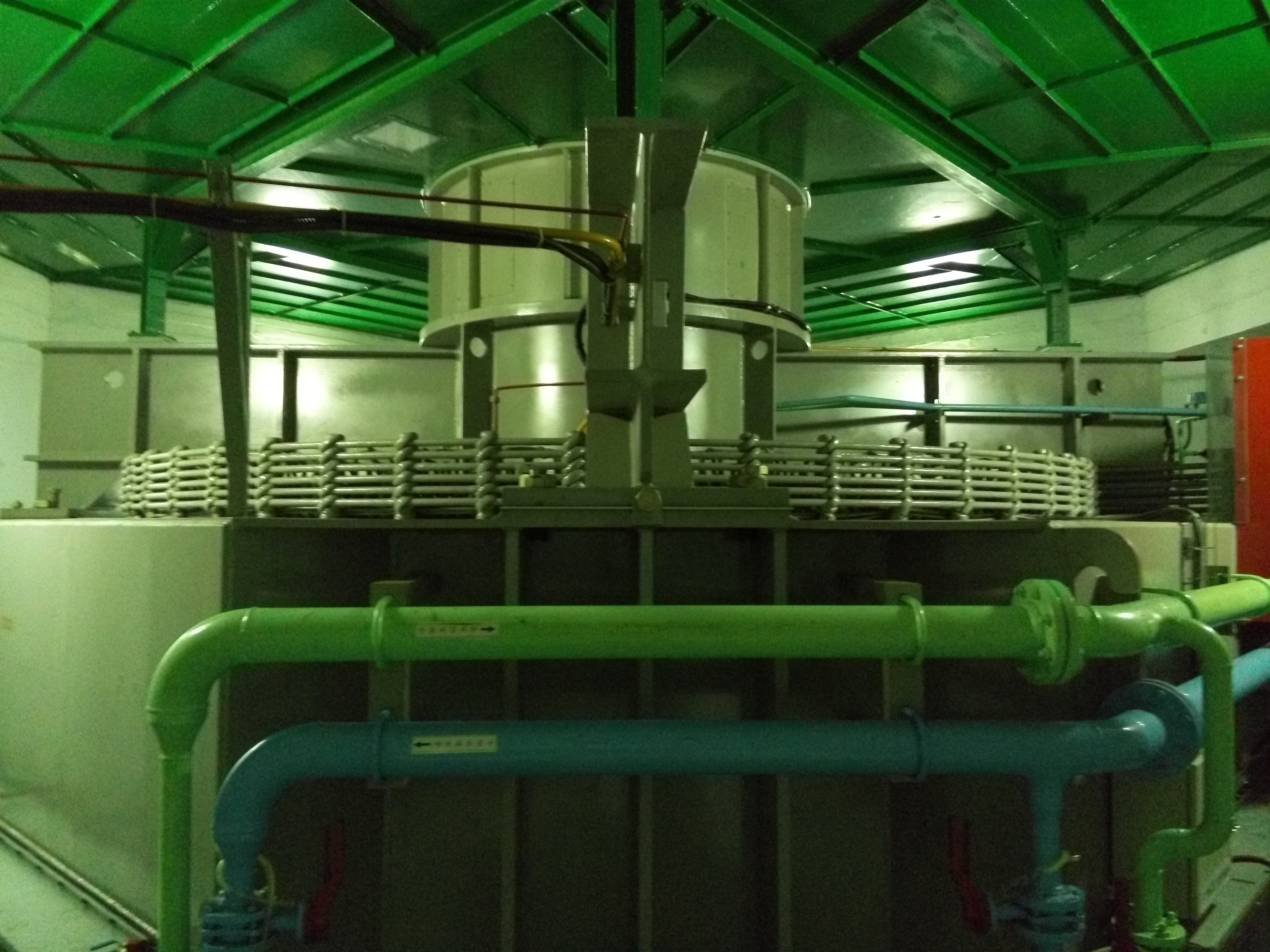
頂蓋之下的發電機定子外觀
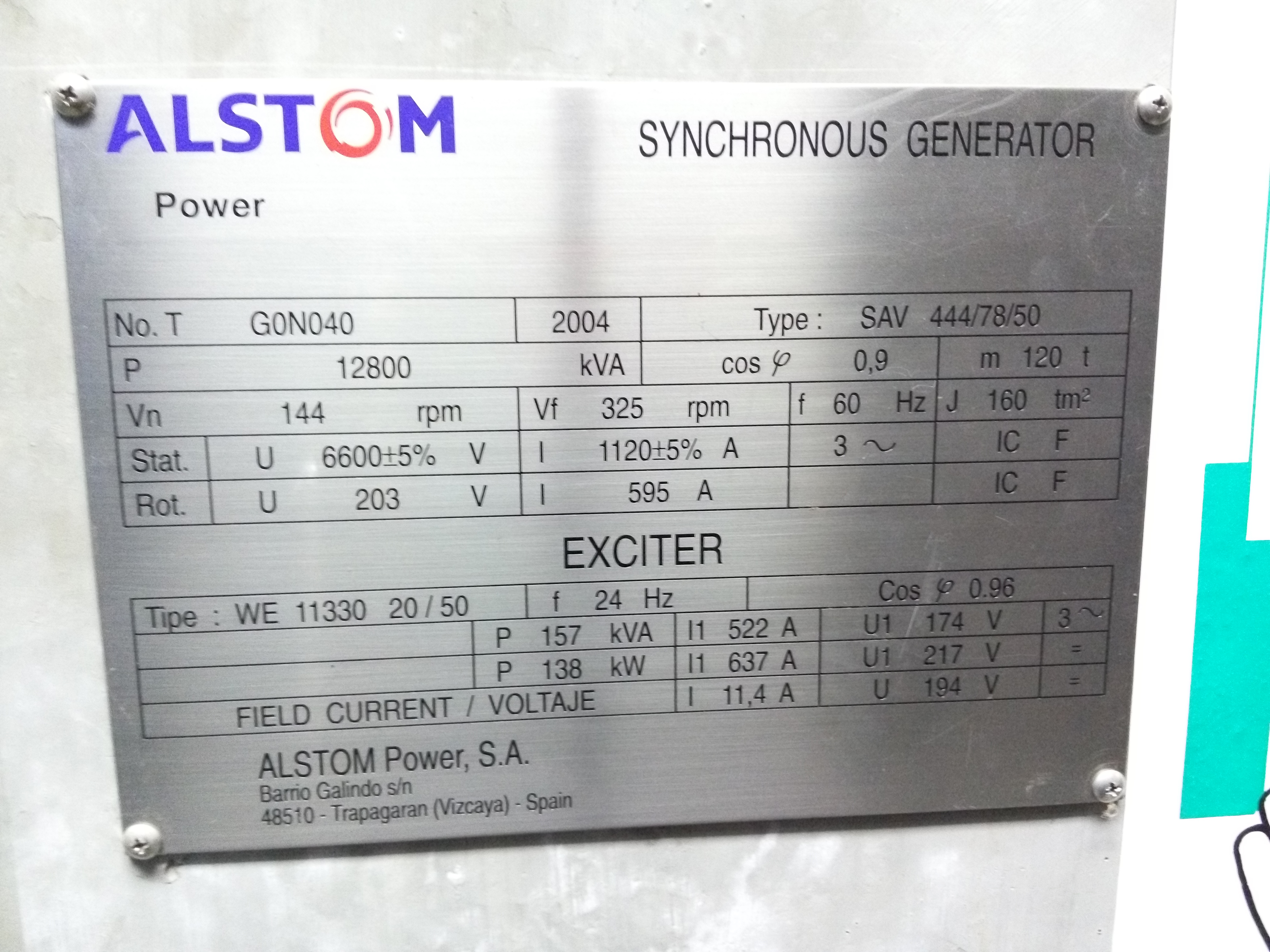
發電機銘牌
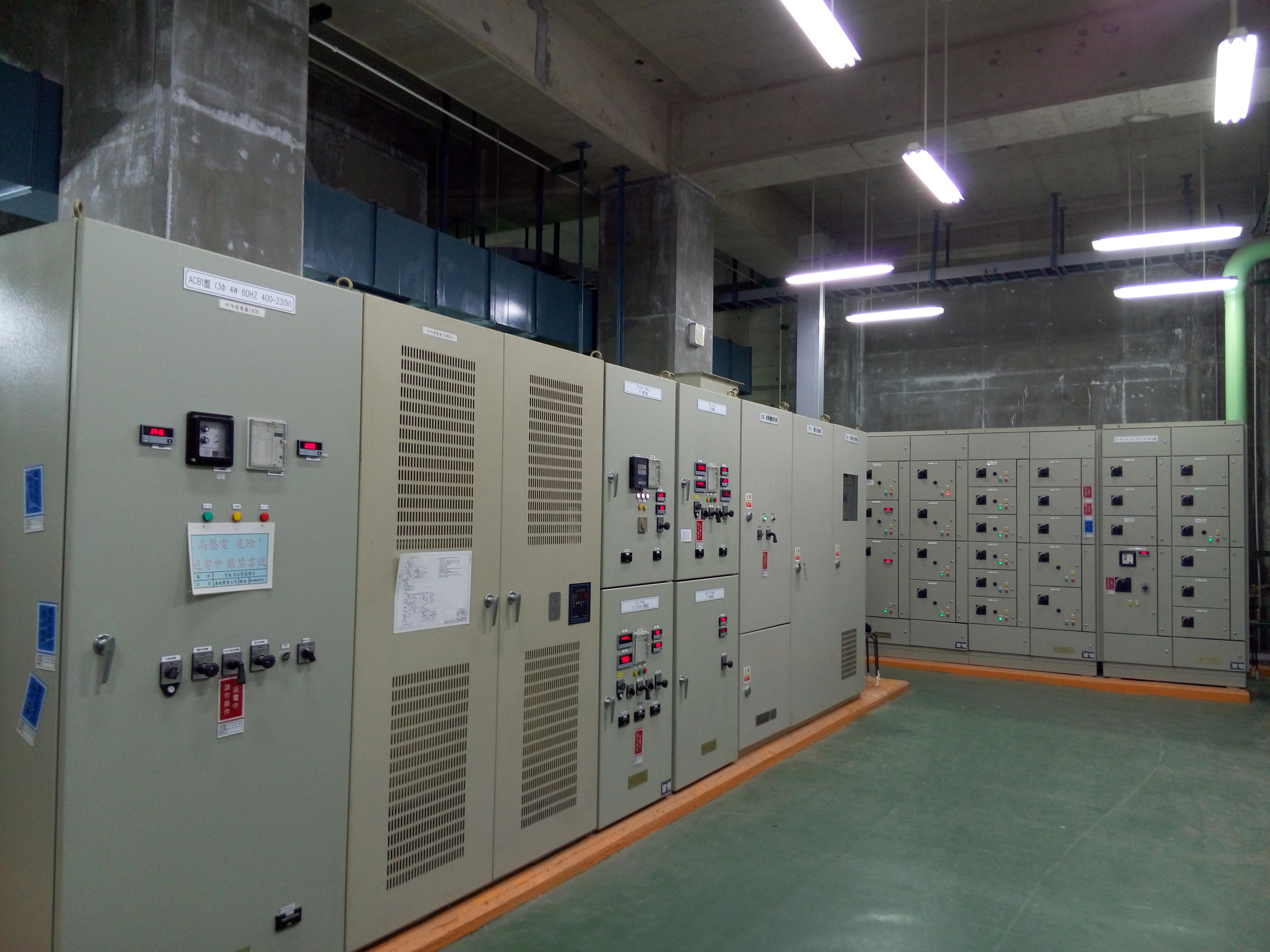
機旁盤
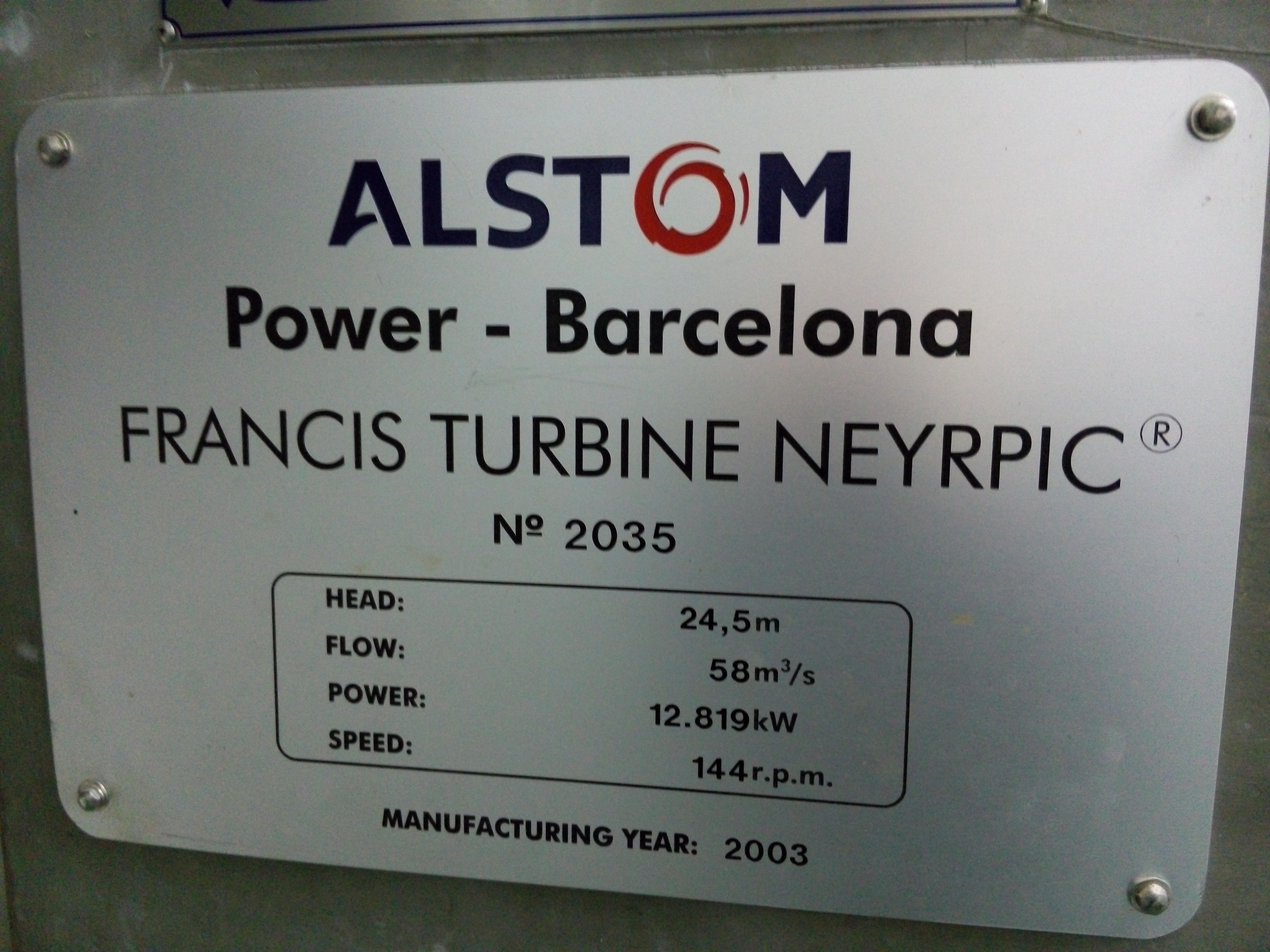
水輪機銘牌
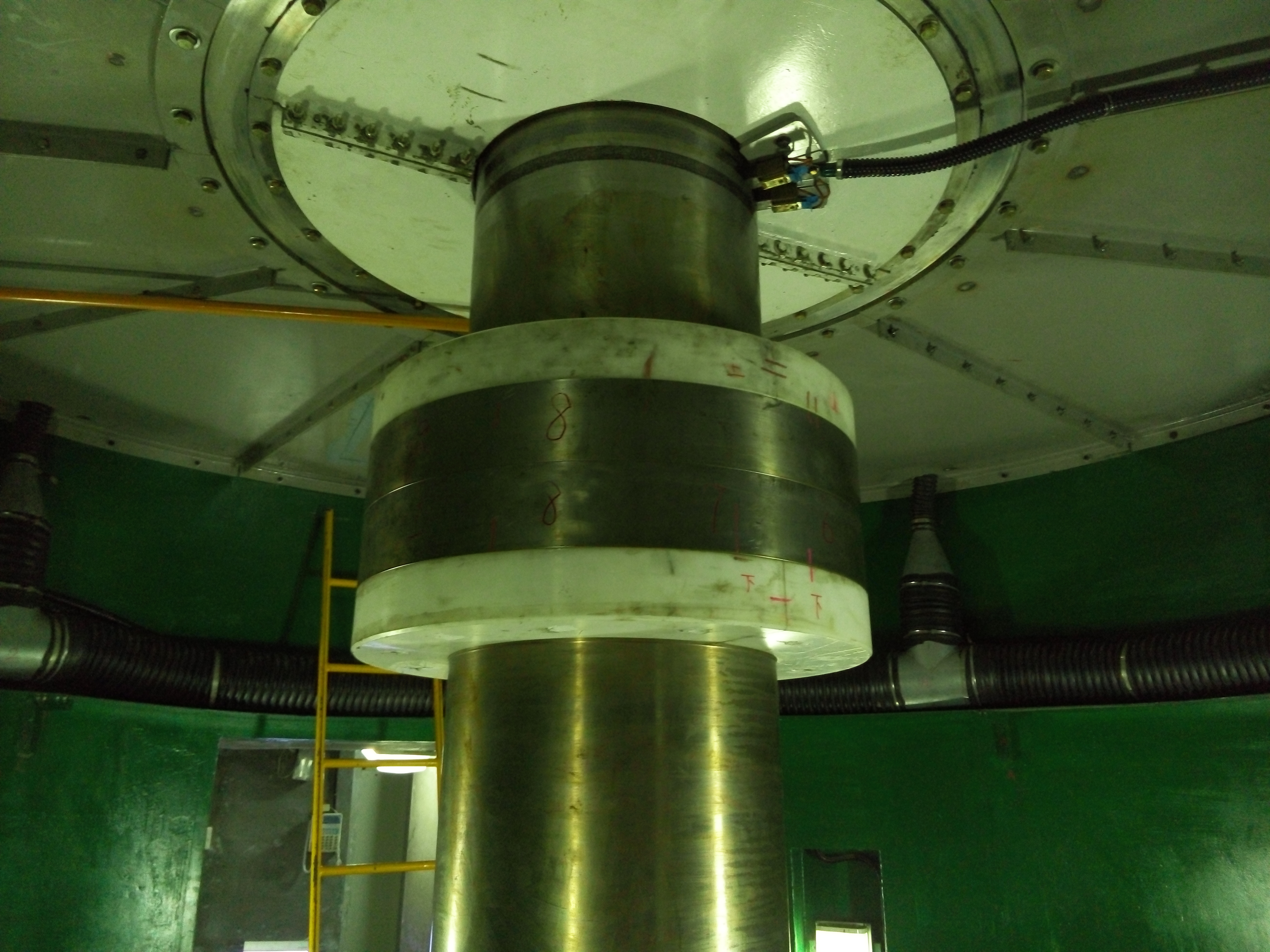
發電機軸與水車軸之間的中間軸
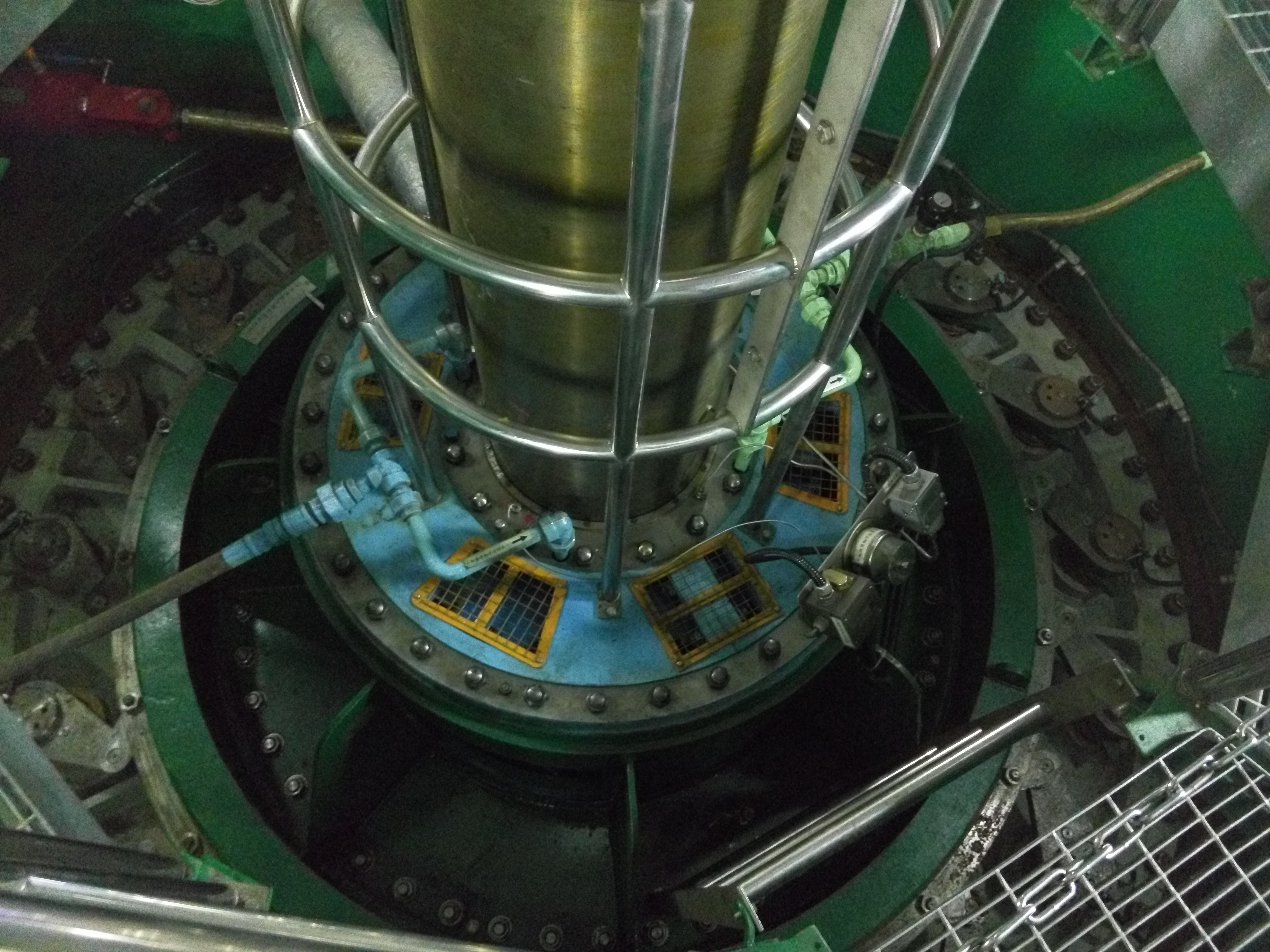
水輪機蝸殼導葉外觀
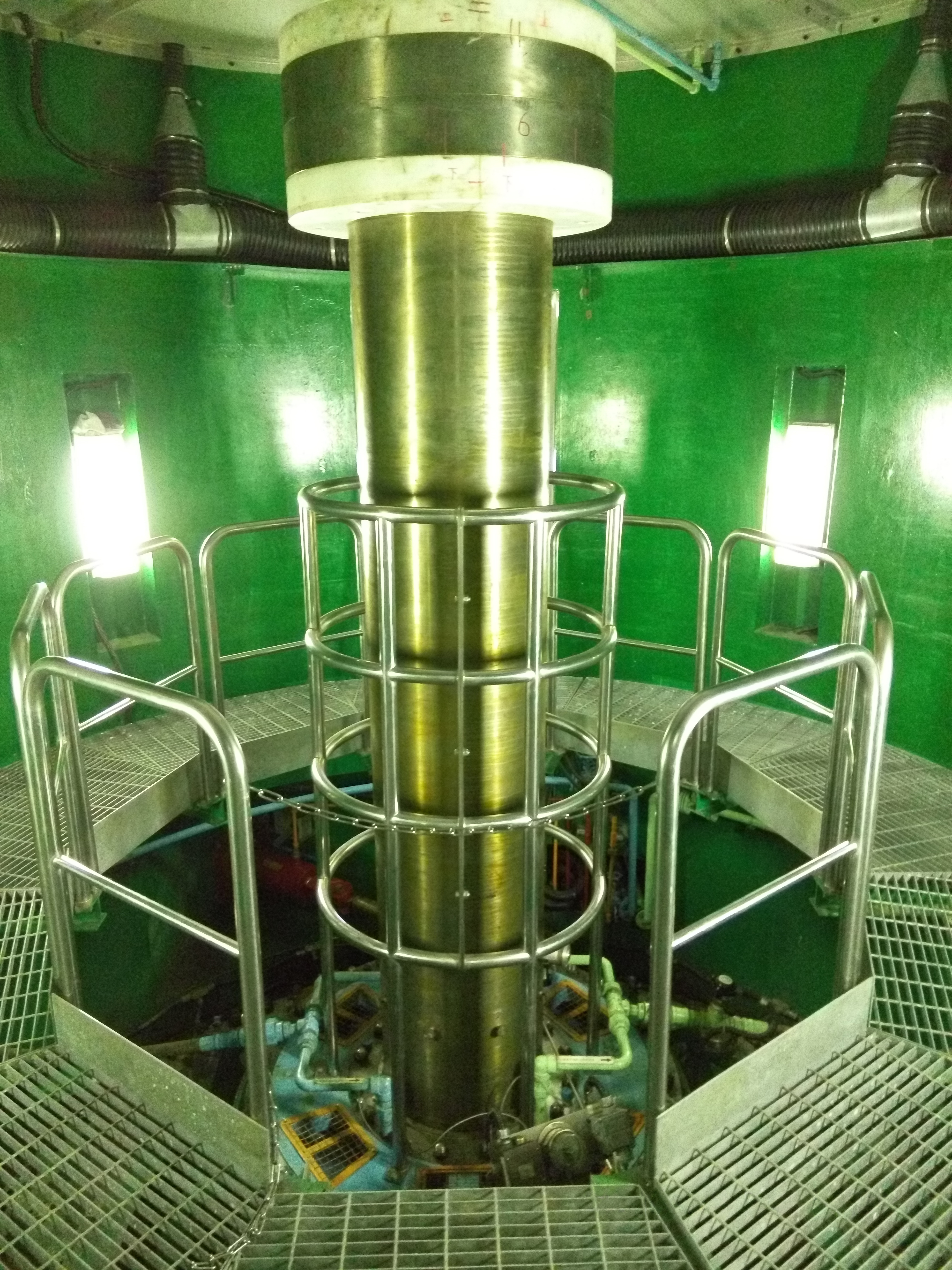
發電機與水輪機大軸
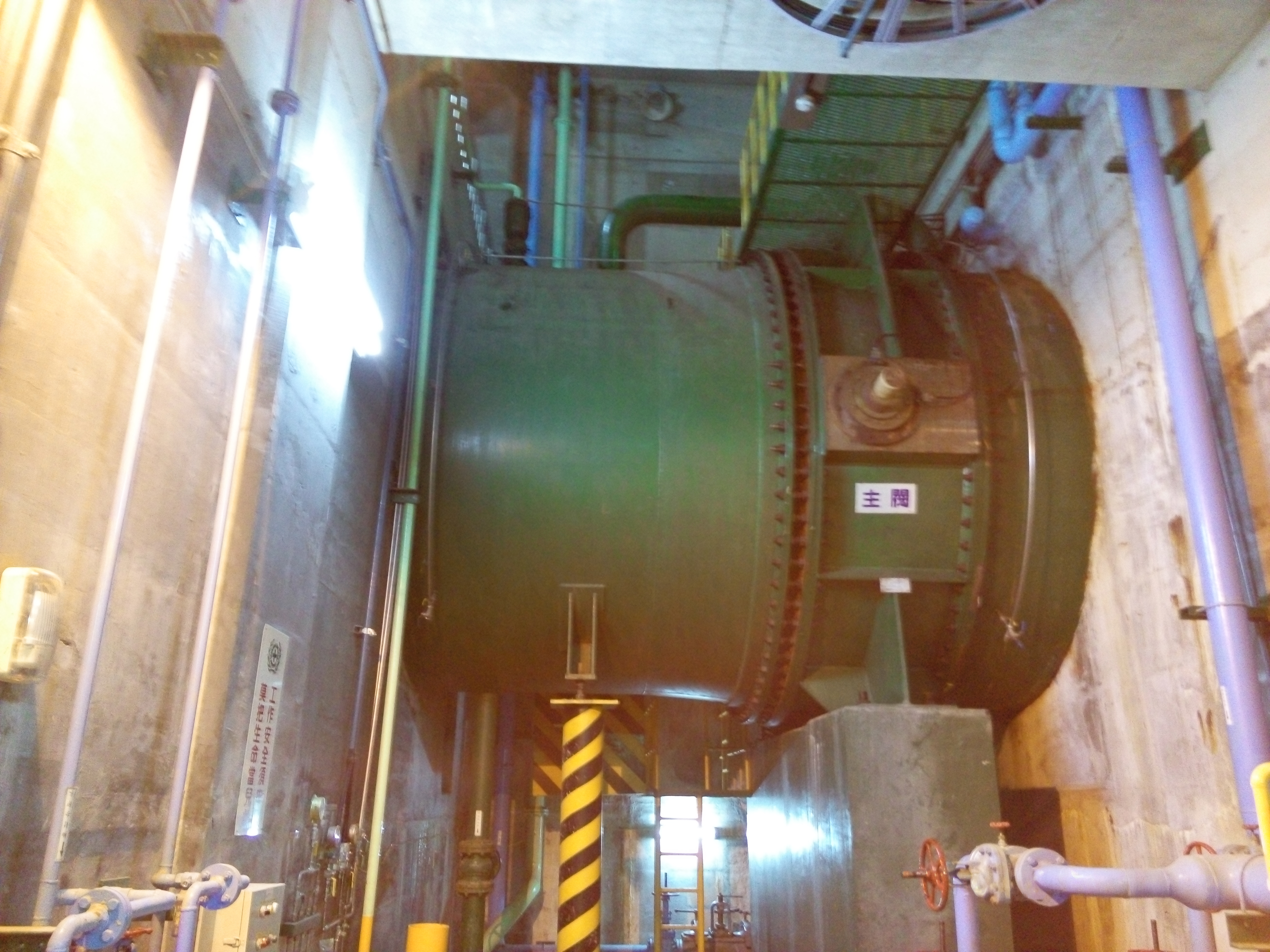
水輪機壓力鋼管主閥
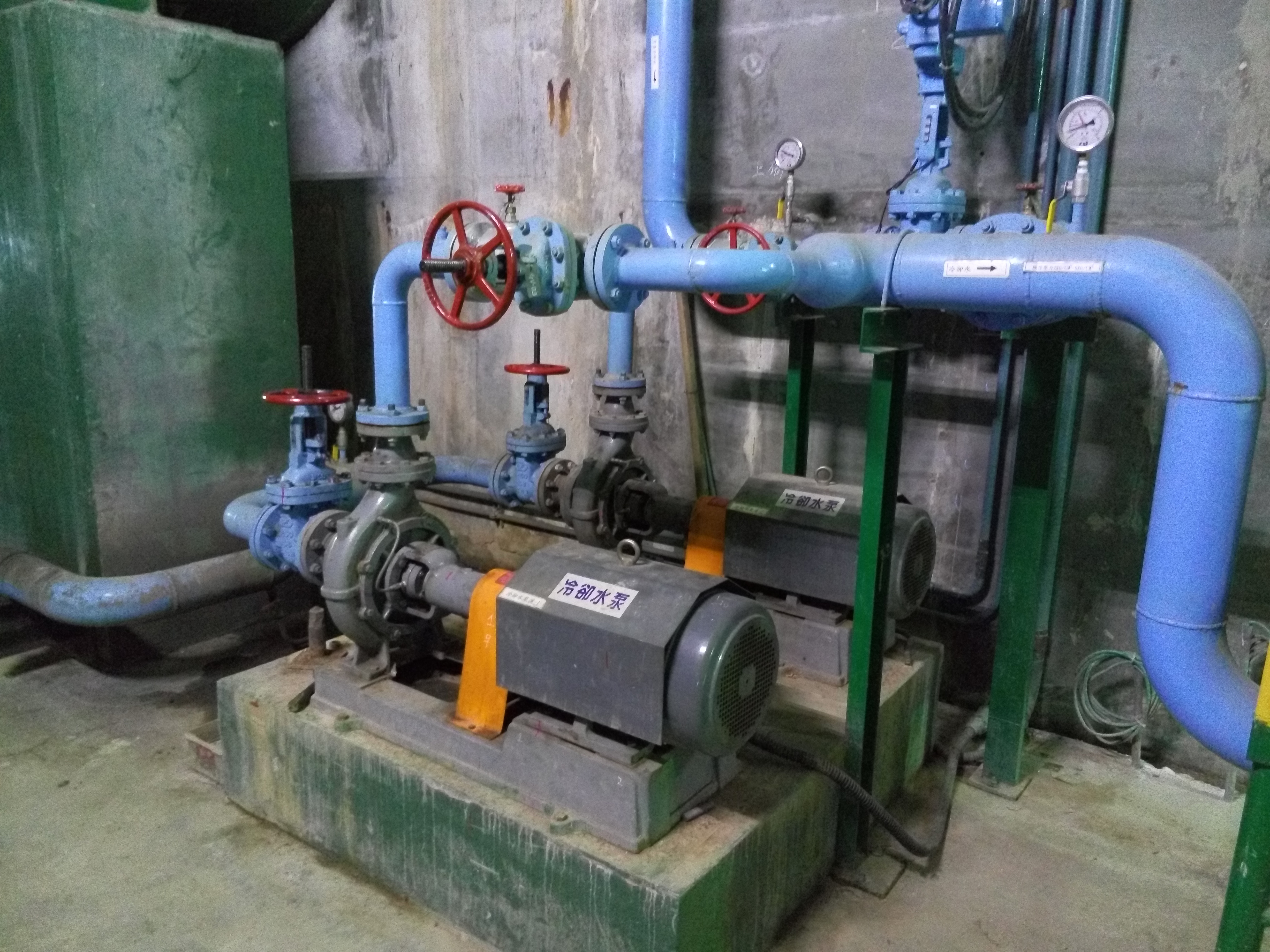
發電機冷卻水設備
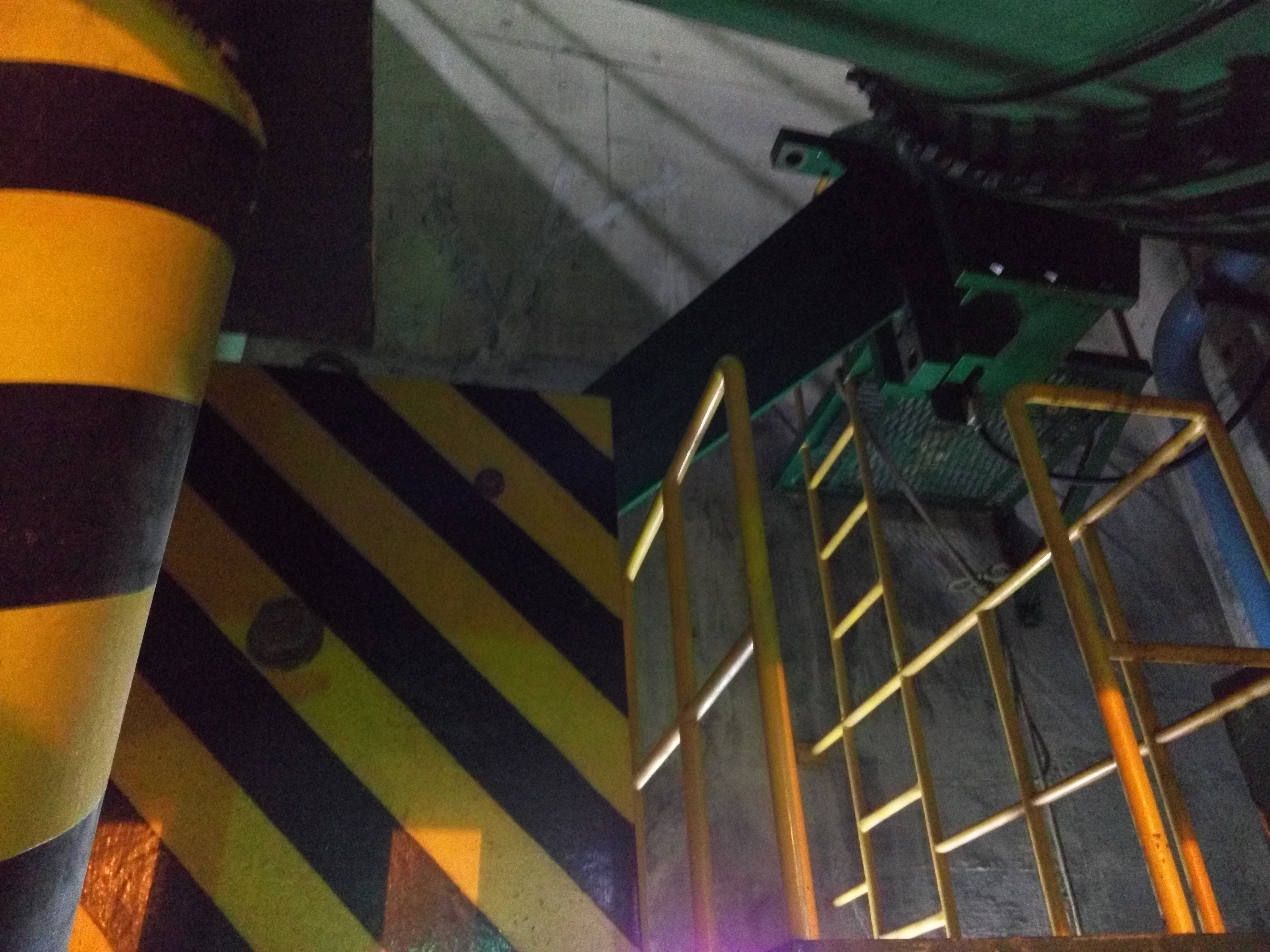
水輪機壓力鋼管主閥重槌
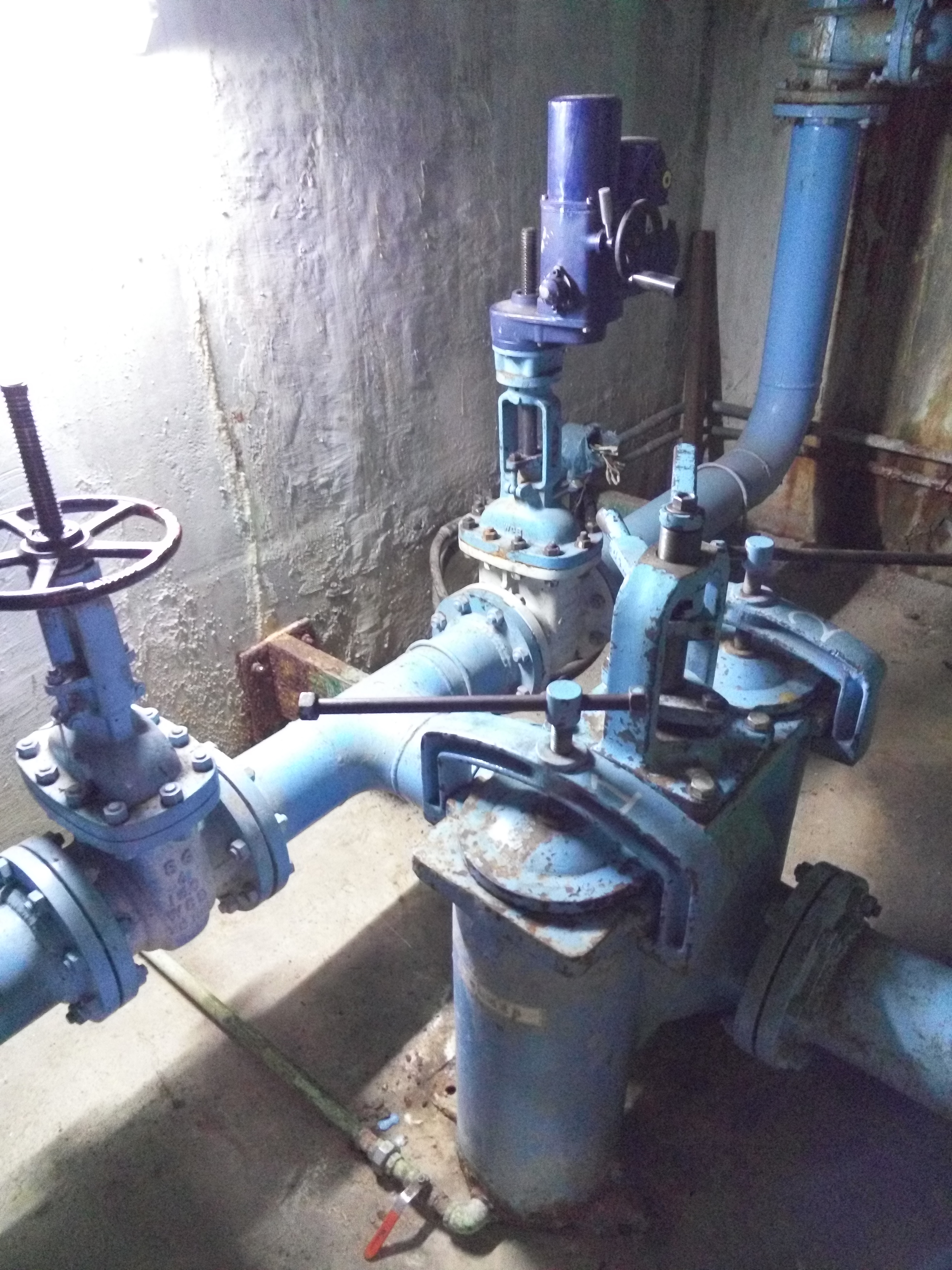
冷卻水管道濾網
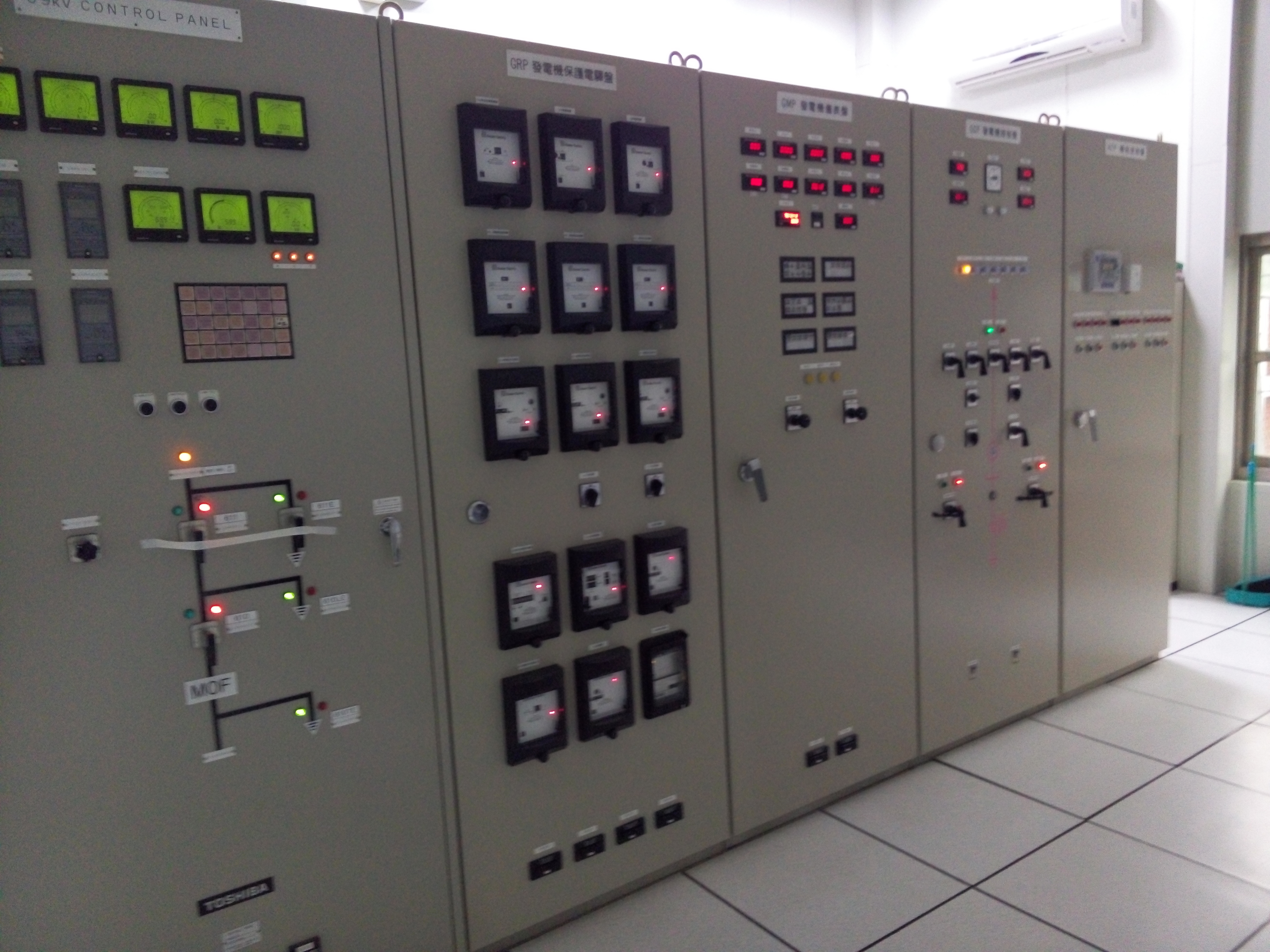
發電廠控制室
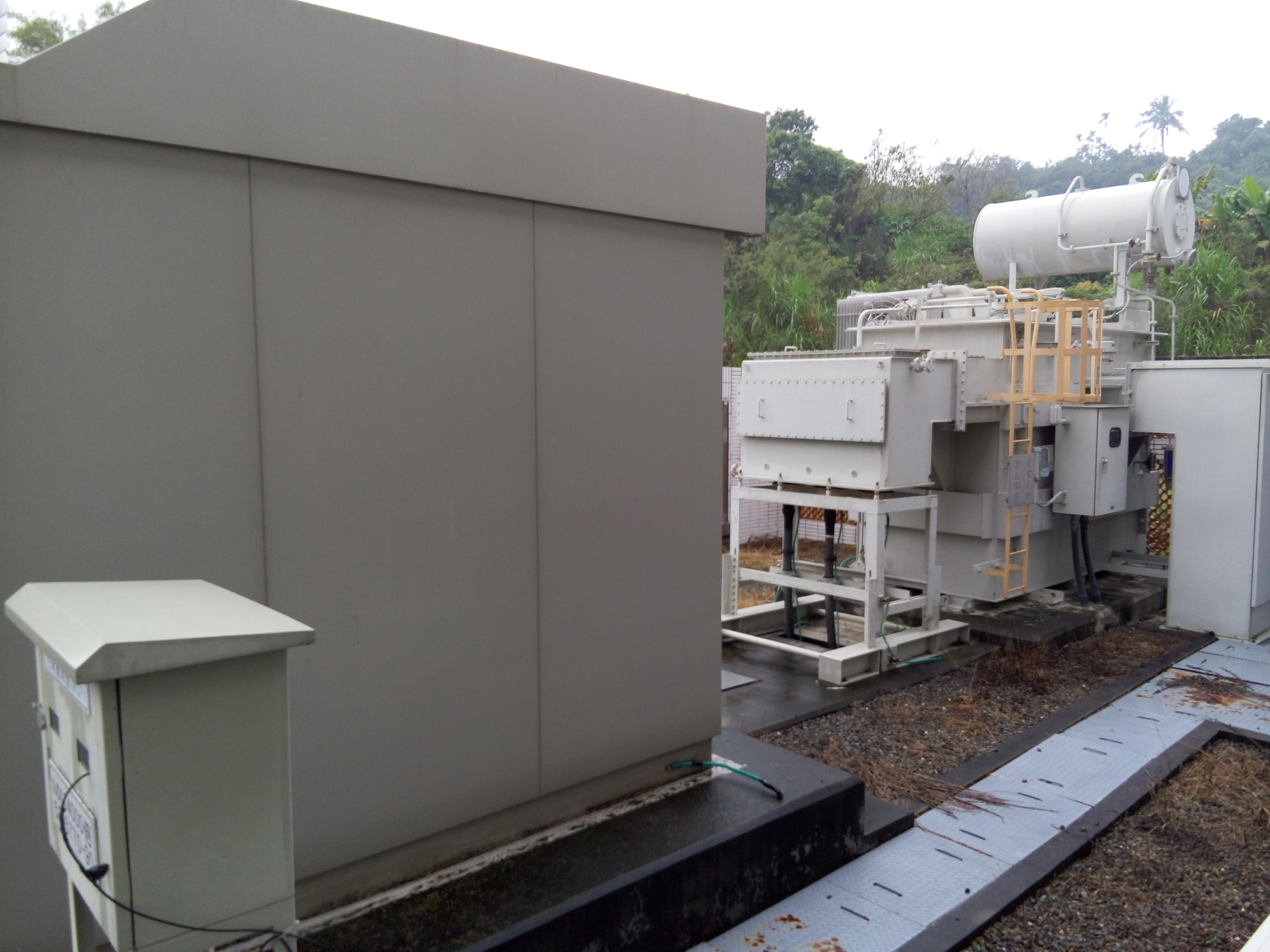
發電後開關場與主變壓器
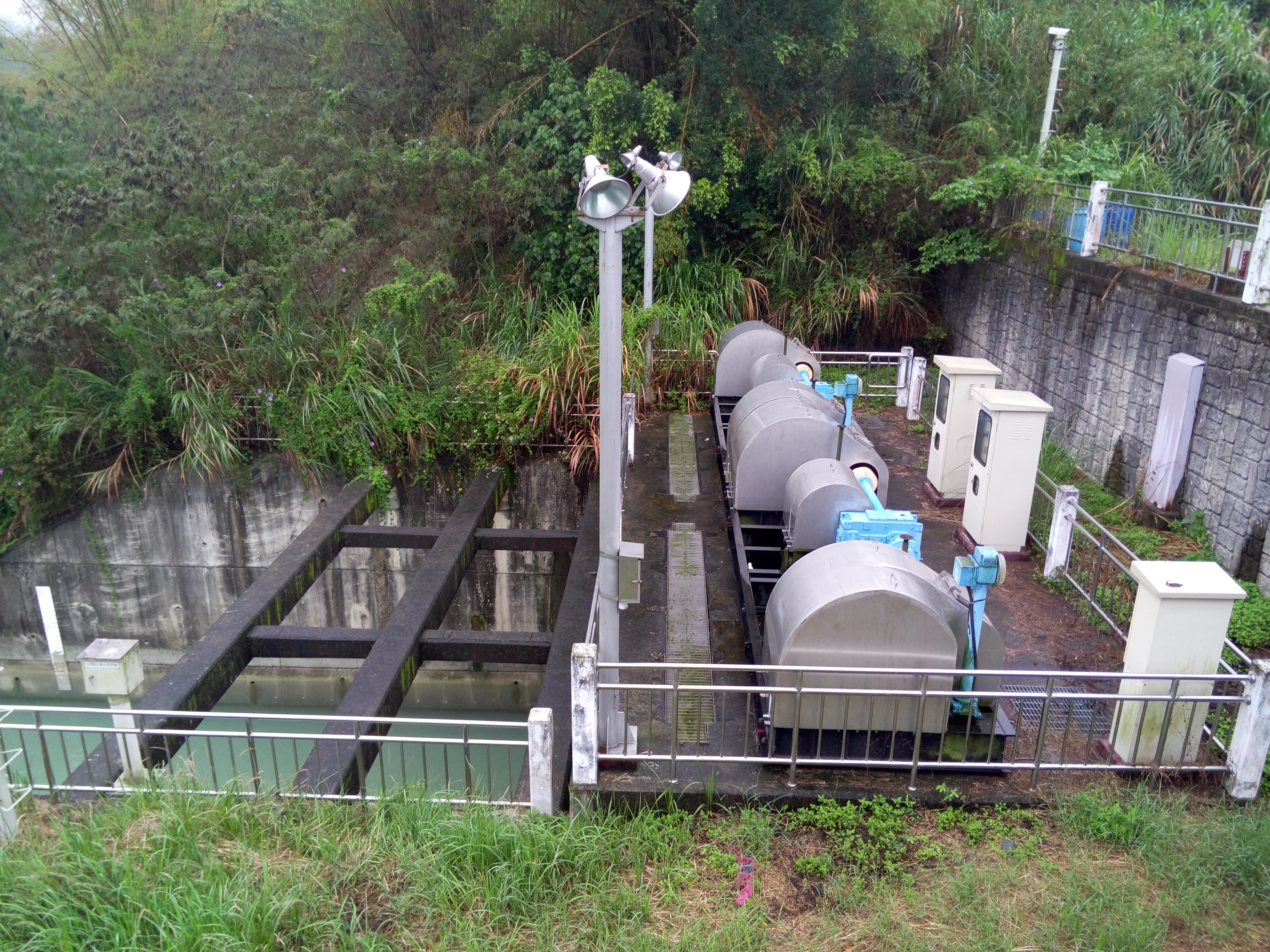
發電後尾水出口